# 東海甲信地方
東海甲信地方（とうかいこうしんちほう）とは東海地方と甲信地方の6県をまとめた総称である。

## 概要
日本列島の中央に位置する。
- 内陸に位置する県：長野県、山梨県、岐阜県
- 太平洋に面する県：愛知県、三重県、静岡県

## 自然地理
- 糸魚川静岡構造線（糸静線）が長野県と山梨県、静岡県を通り、諏訪湖から南に中央構造線が走る。糸静線沿いに上高地や安曇野、飛騨山脈（北アルプス）、赤石山脈（南アルプス）が位置する。

- 甲信地方の気候は、典型的な内陸性気候を呈しており、寒暖差が激しく、夏でも涼しい。霧ヶ峰、諏訪湖、軽井沢などの避暑地が多く集まる。冬は長野県の北部で、雪が降り、長野県の中南部や、山梨県は、乾燥した冷たい風が吹く。

- 東海地方の気候は、太平洋側気候を呈しており、夏は高温多湿で非常に蒸し暑く、全国でも有数の酷暑地帯として有名。三重県の南部は、雨の多い地域で、台風がよく通過する。冬は乾燥した晴天の日が多く、伊吹おろしという乾燥した冷たい風が吹く。このため体感温度が北日本並みに一気に低下する日もある。強い冬型の気圧配置になると雪雲が、濃尾平野に流入し岐阜県西部や愛知県西部などで局地的な大雪に見舞われることがある。

### 豪雪地帯

#### 長野県
- 長野市（旧篠ノ井市・旧松代町・旧川中島町・旧更北村・旧信更村・旧戸隠村・旧鬼無里村を除く）
- 松本市（旧安曇村に限る。）
- 上田市（旧塩田町・旧川西村・旧丸子町・旧武石村を除く）
- 飯田市（旧南信濃村に限る）
- 須坂市（旧東村に限る）
- 中野市
- 大町市（旧八坂村を除く）
- 安曇野市（旧穂高町・旧堀金村に限る）
- 松川村
- 飯綱町
- 小川村
- 飯山市
- 野沢温泉

#### 山梨県
- 南アルプス市（旧芦安村に限る。）
- 早川町

#### 愛知県
- なし

#### 岐阜県
- 高山市（旧荘川村を除く）
- 関市（旧洞戸村・旧板取村に限る）
- 山県市（旧美山町に限る）
- 飛騨市（旧古川町に限る）
- 本巣市（旧根尾村に限る）
- 郡上市（旧美並村・旧和良村を除く）
- 下呂市（旧馬瀬村に限る）
- 関ケ原町、揖斐川町（旧坂内村・旧徳山村を除く）

#### 三重県
- なし

#### 静岡県
- 静岡市（旧井川村に限る）
- 浜松市（旧水窪町に限る）

### 特別豪雪地帯

#### 長野県
- 長野市（旧戸隠村・旧鬼無里村に限る）
- 飯山市
- 白馬村
- 小谷村
- 高山村
- 山ノ内町
- 木島平村
- 野沢温泉村
- 信濃町
- 栄村

#### 山梨県
- なし

#### 愛知県
- なし

#### 岐阜県
- 高山市（旧荘川村に限る）
- 飛騨市（旧古川町を除く）
- 揖斐川町（旧坂内村・旧徳山村に限る）
- 白川村

#### 三重県
- なし

#### 静岡県
- なし

## 交通

### 空港
東海地方最大の国際空港は、中部国際空港である。甲信地方の玄関口は松本空港である。ほかに静岡空港や名古屋飛行場などがある。

### 鉄道
東京から長野県を経て北陸地方に至る北陸新幹線、東海地方に至る東海道新幹線などがある。山梨県には、リニア中央新幹線の山梨リニア実験線がある。ほかに中央本線、東海道本線、名古屋鉄道、近畿日本鉄道、長野電鉄などがある。

### 高速道路
東名高速道路や、中央自動車道、名神高速道路など日本の大動脈が通る。ほかに長野自動車道、東海北陸自動車道、伊勢湾岸自動車道、伊勢自動車道などがある。

## 地域内の県
- 長野県
- 山梨県
- 愛知県
- 岐阜県
- 三重県
- 静岡県

## 道州制論議
社団法人中部経済連合会は、長野県、愛知県、岐阜県、三重県、静岡県、の5県による「中部州（仮称）」を提言。南関東に山梨県を加え、静岡県の一定区域を加える主張も存在し、北関東に長野県を加える主張もある。

## 方言
- 近畿方言： 三重県
- 岐阜・愛知方言： 岐阜県、愛知県
- 長野・山梨・静岡方言： 長野県、山梨県、静岡県